# Кабларски каменоресци
Кабларски каменоресци потичу из села чачанских села Рошци и Врнчани. Спомењарили су на ужем простору Карадага (назив за седам-осам кабларских села присутан у народној традицији све до почетка 20. века) и суседним областима. Кабларску стилску групу одликује специфична писана и ликовна тематика на коју је у знатној мери утицала црквена уметност оближњих манастира Благовештења и Никоља. Ово се највише огледа у споменичким постољима у облику црквица и клесаним елементима који опонашају фреско декорацију.

## Кабларски каменоресци

### Истакнути представници
- Нићифор Милић (1853-1914) из Рожаца

- Обрад Оџић (1862-1952) из Врнчана

- Драгић Срђић (1886-1970) из Рожаца

- Радомир Илић (1895-1973) из Врнчана

- Павле Ранковић (1856-1921) из Пријевора

### Мање познати мајстори
Осим побројаних каменорезаца, овде условно треба поменути Обрена Радовића из Вранића који је мајсторисао половином 19. века и Радомира Митровића из Рожаца, који је радио од 1926. па све до 1980. године.